# Donzy-le-Pertuis
Donzy-le-Pertuis – miejscowość i gmina we Francji, w regionie Burgundia-Franche-Comté, w departamencie Saona i Loara.
Według danych na rok 1990 gminę zamieszkiwało 129 osób, a gęstość zaludnienia wynosiła 21 osób/km² (wśród 2044 gmin Burgundii Donzy-le-Pertuis plasuje się na 781. miejscu pod względem liczby ludności, natomiast pod względem powierzchni na miejscu 1169.).